# Ingeborg Finnsdatter
Ingeborg Finnsdatter (Norsk: Ingebjørg Finnsdatter, også skotsk: Ingibiorg) var datter af Jarl Finn Arnesson og Bergljot Halvdansdottir, en niece til kong Olav den Hellige og Harald Hårderåde. De præcise tidsangivelser i Ingeborgs liv er ikke kendt, men hun levede i det 11. århundrede.
Ingeborg voksede op på Austrått i Norge. Hun blev først gift i 1038 med Torfinn, jarl af Orkneyøerne (1009–1064?). Sammen fik Torfinn og Ingeborg sønnerne Pål og Erlend, som begge blev jarler under morens formynderskab og kæmpede under Harald Hårderådes mislykkedes invasion af England i 1066. Erlend fik senere sønnen Magnus, som led martyrdøden og blev Orkneyøerne nationalhelgen.
Efter sin første mand Torfinns død, giftede Ingeborg sig igen med den skotske kong Malcolm III (Máel Coluim mac Donnchada). Sammen fik Malcolm og Ingeborg mindst en, og sandsynligvis to, sønner; Duncan og Donald.